# Richard Miller
Richard Miller (Canton, Ohio, 9 de abril de 1926 - 5 de mayo de 2009) fue un profesor de canto en el Oberlin College Conservatory of Music, institución que fue fundador, y un reconocido especialista sobre el canto y su pedagogía. Como cantante, realizó recitales, oratorios , y numerosas funciones como un tenor lírico con las principales compañías de ópera de Europa y América.
Fue reconocido internacionalmente como profesor de canto y conocedor de todo lo que rodea el canto, y durante muchos años dio clases partes de Norteamérica, Europa, Australia y Nueva Zelanda. Es el autor de ocho libros y cientos de artículos sobre temas de canto.
Al Oberlin Conservatory s Otto B. Schoepfle Vocal Arts Center, dirigió un laboratorio de acústica de voz con el que recogió datos del proceso fonador, que proporcionan una retroalimentación visual y auditiva al cantante. Este laboratorio fue el primero de su tipo integrado en una escuela de música, donde hubo alumnos como el bajo-barítono inglés Donald Bell.
Miller enseñó durante 28 años en el Mozarteum International Summer Academy, en Salzburgo (Austria). Impartió conferencias y clases magistrales en el Conservatorio de París, en la Escuela de la Ópera Nacional de Marsella, y el Centro Polyphonique.

## Obras
Es autor de unos 120 artículos en revistas especializadas. También editó varias antologías y colecciones musicales. Entre sus libros cabe destacar:
- National Schools of Singing (Scarecrow, 1977, reeditat 1997)
- The Structure of Singing (Schirmer Books/Macmillan, 1986)
- Training Tenor Voices (Schirmer Books/Macmillan, 1993)
- On the Art of Singing (Oxford University Press, 1996)
- Singing Schumann: An Interpretive Guide for Performers (Oxford University Press, 1999)
- Training Soprano Voices (Oxford University Press, 2000)
- Solutions for Singers: Tools for Performers and Teachers (Oxford University Press, 2004)
- Securing Baritone, Bass-Baritone, and Bass Voices (Oxford University Press, 2008)